# Игнатьево (аэропорт)
Аэропо́рт Игна́тьево имени Н.Н. Муравьёва-Амурского — международный аэропорт федерального значения, расположен в 15 км к северо-западу от города Благовещенска. Находится менее чем в 3,5 км от государственной границы между РФ и КНР. Обеспечивает регулярное авиасообщение Амурской области с городами Восточной Сибири и Дальнего Востока России, а также с Москвой. Расположен рядом с селом Игнатьево.

## Технические характеристики
На территории аэродрома расположено 44 места для стоянки самолётов. В декабре 2010 был введён в строй новый аэровокзал пропускной способностью 300 чел./час.
Принимаемые воздушные суда: Ан-12, Ан-24, Ан-72, Ан-74, Ан-140, Ан-140, Ан-148, Ил-62, Ил-76, Ту-134, Ту-154, Ту-204, Ту-214, Як-40, Як-42, Airbus A319-100, Airbus A320-200, Airbus A321-200, ATR 42, Boeing 737, Boeing 757-200, Boeing 767, Boeing 777, Bombardier CRJ200, Sukhoi Superjet 100, DHC-8, Cessna Grand Caravan и все более лёгкие, вертолёты всех типов.

### Запасной аэродром ETOPS
Аэропорт Игнатьево является запасным аэродромом на трансконтинентальных маршрутах из Северной Америки в Азию, выполняемых в соответствии с международным стандартом ETOPS. В экстренных ситуациях аэропорт может принять такие дальнемагистральные лайнеры, как Airbus A300, Airbus A310 и др.

## История
В 1958 году Амурский обком КПСС принимает решение о развитии аэропорта «Благовещенск»,  а главное управление Гражданского воздушного Флота при Совете Министров СССР — о строительстве нового аэропорта и перебазировании Амурского авиапредприятия из Свободного в Благовещенск.
9 января 1960 года строящийся аэропорт в Благовещенске принял первых пассажиров.
К концу 1962 года было налажено регулярное сообщение с Хабаровском, Владивостоком, Читой, Иркутском.
9 января 1963 года было налажено сообщение с Москвой. Регулярные рейсы в Москву начались с 18 января 1964 года на самолете Ил-18 с одной промежуточной посадкой в аэропорту Красноярска.
18 августа 1965 года первых пассажиров принял новый аэровокзал. Его пропускная способность была 200 пассажиров в час.
1 января 1983 года была завершена реконструкция взлётно-посадочной полосы, что позволило принимать самолёт Ту-154.
В 1993 году аэропорт Благовещенск получил статус международного.
29 декабря 2010 года было введено в эксплуатацию новое здание аэровокзала, которое пришло на смену терминалу 45-летней давности. Аэровокзал начали строить еще в конце 1980-х - начале 1990-х годов, однако затем строительство было заморожено и возобновлено в 2009 году..
25 декабря 2023 года была введена в эксплуатацию новая взлётно-посадочная полоса, что позволило принимать широкофюзеляжные самолёты, такие как Boeing 777,Airbus A330 и др. Старая ВПП будет использоваться как стоянка для самолётов.

## Планы развития

#### ВПП-2
В августе 2019 года началось строительство новой взлётно-посадочной полосы. Введена в эксплуатацию в декабре 2023 года. Новая ВПП-2 имеет длину 3 тысячи метров и может принимать большие дальнемагистральные суда без ограничений.

#### Новый терминал
27 мая 2023 года началось строительство нового пассажирского терминала. В 2024 году для ускорения работ к участию в проекте привлечена госкорпорация ВЭБ.РФ. Новый терминал станет в 3,5 раза больше прежнего и будет рассчитан на 600 пасс/час. Строительство нового терминала планируется завершить в 2025 году.

## Авиакомпании и направления
Аэропорт Благовещенск имеет прямое авиасообщение с городами Дальнего Востока, Урала, Сибири, а так же с Москвой. Полёты в Благовещенск осуществляют авиакомпании Аврора, Амурская авиабаза, Ангара, Ираэро, Россия, Сила, S7 Airlines, Уральские авиалинии, Якутия.

## Пассажирооборот
| Пассажиропоток:             | Пассажиропоток: | Пассажиропоток: | Пассажиропоток: | Пассажиропоток: | Пассажиропоток: | Пассажиропоток: | Пассажиропоток: | Пассажиропоток: | Пассажиропоток: | Пассажиропоток: | Пассажиропоток: | Пассажиропоток: | Пассажиропоток: | Пассажиропоток: | Пассажиропоток: | Пассажиропоток: | Пассажиропоток: | Пассажиропоток: | Пассажиропоток: | Пассажиропоток: | Пассажиропоток: | Пассажиропоток: | Пассажиропоток: | Пассажиропоток: | Пассажиропоток: | Пассажиропоток: | Пассажиропоток: | Пассажиропоток: | Пассажиропоток: | Пассажиропоток: |
| --------------------------- | --------------- | --------------- | --------------- | --------------- | --------------- | --------------- | --------------- | --------------- | --------------- | --------------- | --------------- | --------------- | --------------- | --------------- | --------------- | --------------- | --------------- | --------------- | --------------- | --------------- | --------------- | --------------- | --------------- | --------------- | --------------- | --------------- | --------------- | --------------- | --------------- | --------------- |
| год                         | 2002            | 2003            | 2004            | 2005            | 2006            | 2007            | 2008            | 2009            | 2010            | 2011            | 2012            | 2013            | 2014            | 2015            | 2016            | 2017            | 2018            | 2019            | 2020            |                 |                 |                 |                 |                 |                 |                 |                 |                 |                 |                 |
| Пассажирооборот, тыс. пасс. | 99,5            | 119,2           | 129,7           | 141,2           | 142,1           | 153,7           | 151,8           | 118,9           | 158,7           | 187             | 241,3           | 290,7           | 318,9           | 363,0           | 323,9           | 406,2           | 419,1           | 559,9           | 436,8           |                 |                 |                 |                 |                 |                 |                 |                 |                 |                 |                 |
| год                         | 2021            | 2022            | 2023            | 2024            |                 |                 |                 |                 |                 |                 |                 |                 |                 |                 |                 |                 |                 |                 |                 |                 |                 |                 |                 |                 |                 |                 |                 |                 |                 |                 |
| Пассажирооборот, тыс. пасс. | 710,9           | 843,0           | 914             | 928             |                 |                 |                 |                 |                 |                 |                 |                 |                 |                 |                 |                 |                 |                 |                 |                 |                 |                 |                 |                 |                 |                 |                 |                 |                 |                 |
| Источники:                  |                 |                 |                 |                 |                 |                 |                 |                 |                 |                 |                 |                 |                 |                 |                 |                 |                 |                 |                 |                 |                 |                 |                 |                 |                 |                 |                 |                 |                 |                 |

## Транспортные коммуникации
Автобус № 8. Следует от центра города (остановка «Универмаг») до авиагородка. Прямого сообщения общественным транспортом между аэропортом Благовещенск и городом по состоянию на 2025 год нет. 
При отправлении от авиагородка (15-20 минут от аэропорта пешком либо 5 минут автотранспортом) время в пути до Благовещенска составляет 40-50 минут. Интервал около 30 минут. Стоимость проезда 42 рубля.